# Уварово (Ельнинский район)
Ува́рово — деревня в Смоленской области России, в Ельнинском районе. Население – 131 житель (2007 год). Расположено в юго-восточной части области в 21 км к юго-востоку от города Ельня, на берегах реки Угра, в 1,5 км южнее автодороги Р96 Новоалександровский(А101)- Спас-Деменск — Ельня — Починок. В 7,5 км к северу от деревни железнодорожная станция Коробец на ветке Смоленск — Сухиничи. Входит в состав Коробецкого сельского поселения.

## История
Как Лазарево Городище известно с 1147 года (было разорено половцами). Это название упоминается в источниках вплоть до XIX века. В 1654 году деревня была освобождена от владычества Речи Посполитой, в это время им владел стольник Павел Семёнович Тимирязев. В 1670-х годах в деревне была построена церковь. В середине XVIII века права на село перешли к смоленскому дворянскому роду Лесли (потомки шотландского дворянского рода). Известно, что в 1763 году коллежским асессором Иваном Васильевичем Лесли было получено разрешение на строительство в селе новой церкви. Но поскольку был отправлен Екатериной II наместником в Сибирь, где за 10 лет наместничества нажил огромное состояние, новую каменную церковь с тремя приделами (Спаса, Рождества Богородицы и св. Николая) он построил, вернувшись в 1790 году, — в благодарность за спасение при переправе через одну из сибирских рек. После смерти Ивана Васильевича его женой Анной Михайловной было построено ещё 17 церквей, в том числе в Ельне и Смоленске. Их сын Сергей Иванович в 1810-х годах построил в селе каменный усадебный дом и разбил парк с оранжереями. Впоследствии селом владели Денибеков и Плескачевская, которая в 1852 году продала имение уже другому Лесли Александру Александровичу.
В 1918 году имение было национализировано. В настоящее время сохранились остатки парка и церковь (ныне действующая).

## Экономика
Средняя школа (закрыта), медпункт, магазины, дом культуры, библиотека.

## Достопримечательности
В деревне родился Герой Советского Союза гвардии майор Дмитрий Синенков Погиб 14 мая 1944 года.
- Памятник архитектуры: Церковь св. Николая, 1790 год. Кирпичная церковь, построенная в 1790 на средства помещика И. В. Лесли. Двусветный четверик с полуглавиями, завершенный одной главкой, с крупным алтарем и трапезной. В главном храме в один ряд Спасский и Рождество-Богородицкий престолы, в трапезной Никольский придел. Практически не закрывалась, колокольня разрушена в войну.
- Памятник археологии: городище непосредственно на территории деревни[3].
- Памятник боевой славы (пушка). Установлен на месте ожесточённых боев ополчения Дзержинского района г. Москвы с гитлеровскими войсками в 1941 году.
- Могила комбрига, командующего 8-й стрелковой дивизией Московского ополчения, Даниила Прокофьевича Скрипникова.